# Cephaloidophora macropodiae
Cephaloidophora macropodiae is een soort in de taxonomische indeling van de Myzozoa, een stam van microscopische parasitaire dieren. Het organisme komt uit het geslacht Cephaloidophora en behoort tot de familie Cephaloidophoridae. Cephaloidophora macropodiae werd in 1978 ontdekt door Vivares.